# حبيل الجعرير (بعدان)

تعديل مصدري - تعديل

حبيل الجعرير محلة تابعة لقرية السراح، التابعة لعزلة بني منصور بمديرية بعدان إحدى مديريات محافظة إب في الجمهورية اليمنية، بلغ تعداد سكانها 290 حسب تعداد اليمن لعام 2004.